# FIE 월드컵
FIE 월드컵(FIE World Cup)은 국제 펜싱 연맹(FIE)이 주관하는 국제 펜싱 대회이다.
월드컵은 1972년에 첫 개최했으며, 이후 세계 각지에서 개최되고 있다. 월드컵에서의 결과는 선수의 올림픽과 세계 선수권 대회에서의 출전에 영향을 미친다.

## 같이 보기
- 올림픽 펜싱
- 세계 펜싱 선수권 대회
- 아시아 펜싱 선수권 대회
- 유럽 펜싱 선수권 대회